# منطقة ثريسور
ثريسور رمزها «TS» (بالإنجليزية: Thrissur)‏ ، هو تقسيم إداري لدولة الهند تتبع ولاية كيرلا، مركزها هو مدينة ثريسور (بالإنجليزية: Thrissur)‏ عدد سكانها حسب تعداد سنة 2001 هو 2,975,440 ، مساحتها 3,032 كم² وكثافة السكان 981 لكل كم² . منطقة ثريسور هي موطن لنحو 9٪ من سكان ولاية كيرالا.
تحد منطقة ثريسور من الشمال مقاطعتي ضاحية بلكاد و منطقة مالابورام، ومن الجنوب مناطق Ernakulam و ادوكي ومن الشرق ضاحية كويمباتور. يقع بحر العرب من الغرب وتمتد منطقة غاتس الغربية باتجاه الشرق. وهي جزء من ساحل مليبار التاريخي، الذي كان مركزا للتجارة منذ العصور القديمة. اللغة الرئيسية المستخدمة هي المالايالامية.
تم تشكيل منطقة ثريسور في 1 يوليو 1949. تُعرف ثريسور بأنها العاصمة الثقافية لولاية كيرالا. تشتهر المنطقة بالمعابد والكنائس والمساجد القديمة. مهرجان ثريسور بورام هو أكثر المهرجانات في ولاية كيرالا.